# Cantón de Mauléon-Licharre
El cantón de Mauléon-Licharre era una división administrativa francesa, situada en el departamento de los Pirineos Atlánticos y la región Aquitania.

## Composición
El cantón de Mauléon-Licharre incluía 19 comunas:
- Ainharp
- Arrast-Larrebieu
- Aussurucq
- Barcus
- Berrogain-Laruns
- Charritte-de-Bas
- Chéraute
- Espès-Undurein
- Garindein
- Gotein-Libarrenx
- L'Hôpital-Saint-Blaise
- Idaux-Mendy
- Mauléon-Licharre
- Menditte
- Moncayolle-Larrory-Mendibieu
- Musculdy
- Ordiarp
- Roquiague
- Viodos-Abense-de-Bas

## Algunas imágenes en el cantón

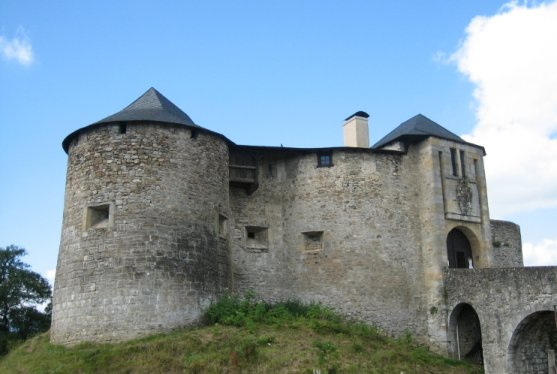
Castillo de Mauleón
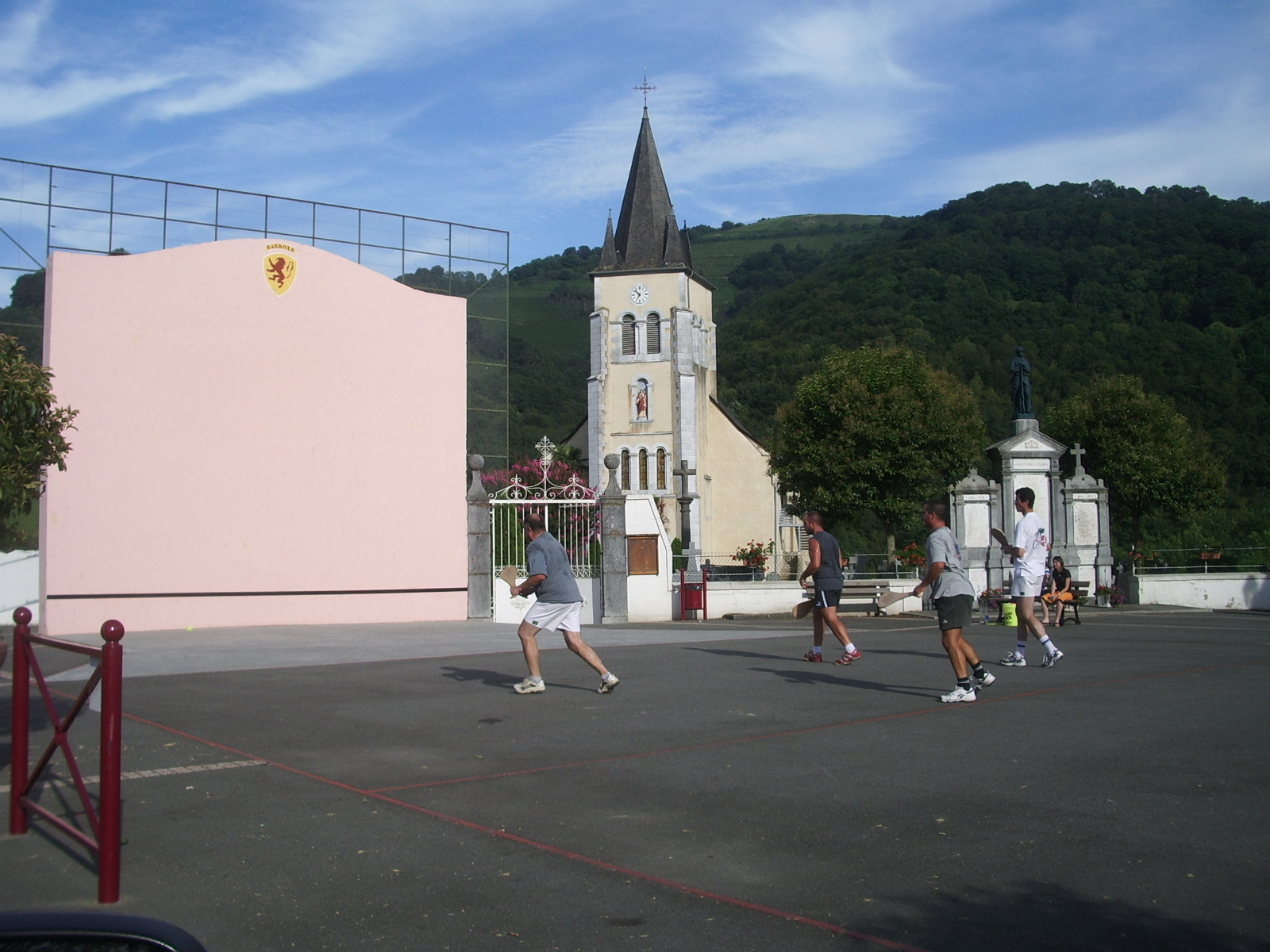
Frontón de Barkoxe
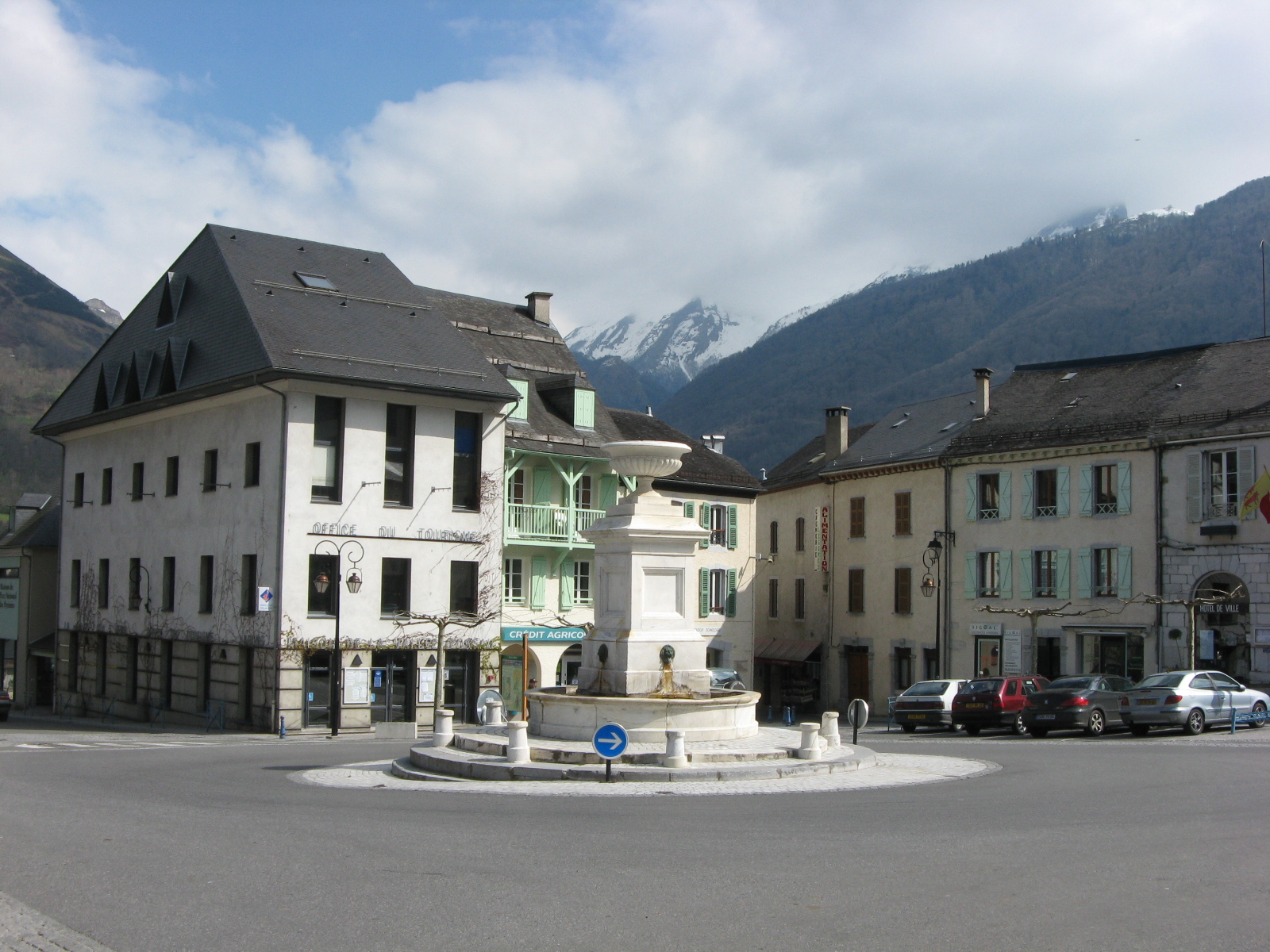
Plaza de Laruns
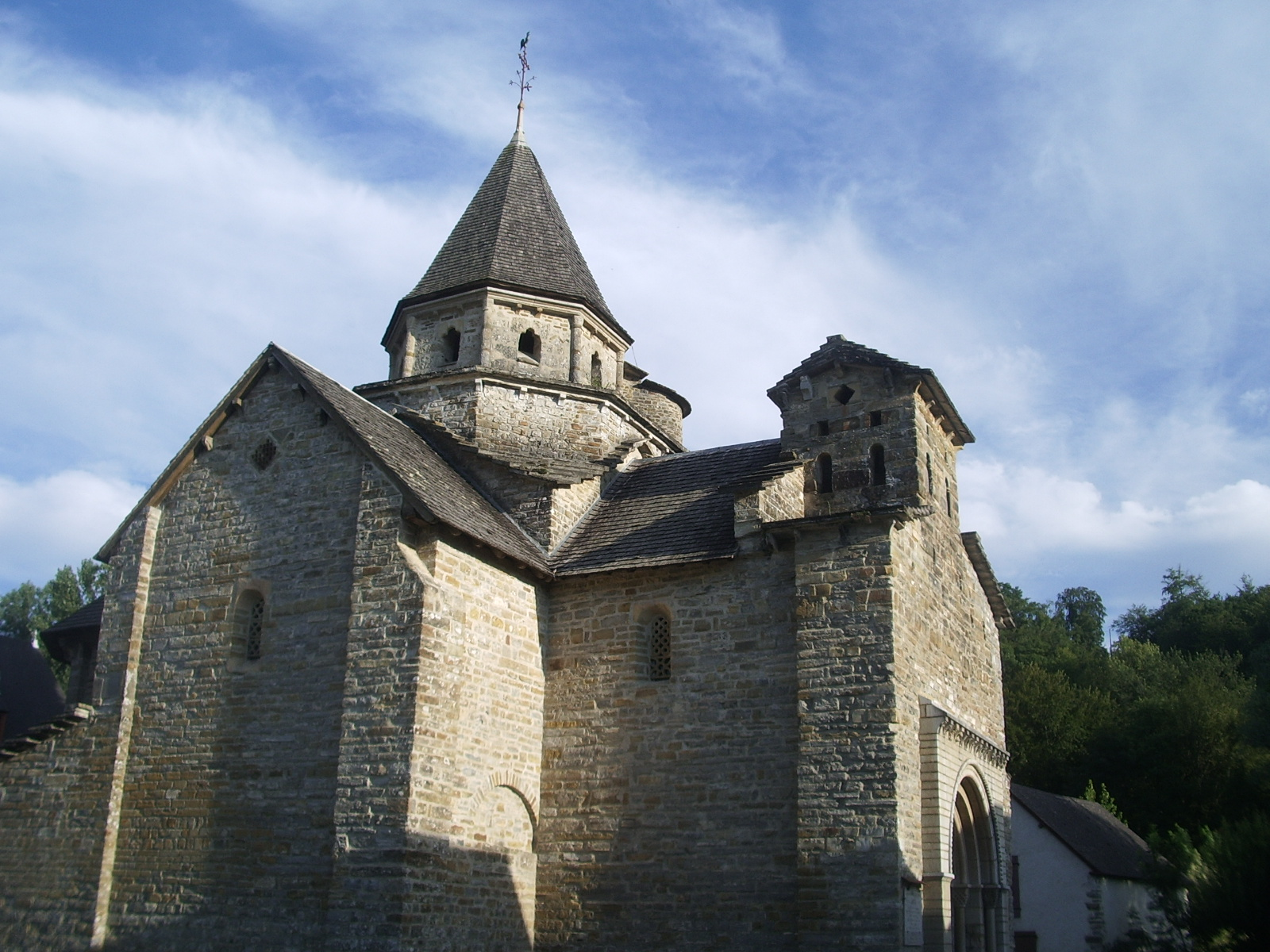
Iglesia de Ospitalepea

## Supresión del cantón de Mauléon-Licharre
En aplicación del Decreto n.º 2014-248 de 25 de febrero de 2014 el cantón de Mauléon-Licharre fue suprimido el 22 de marzo de 2015 y sus diecinueve comunas pasaron a formar parte del nuevo cantón de Montaña Vasca.